# Reformierte Kirche Grüsch

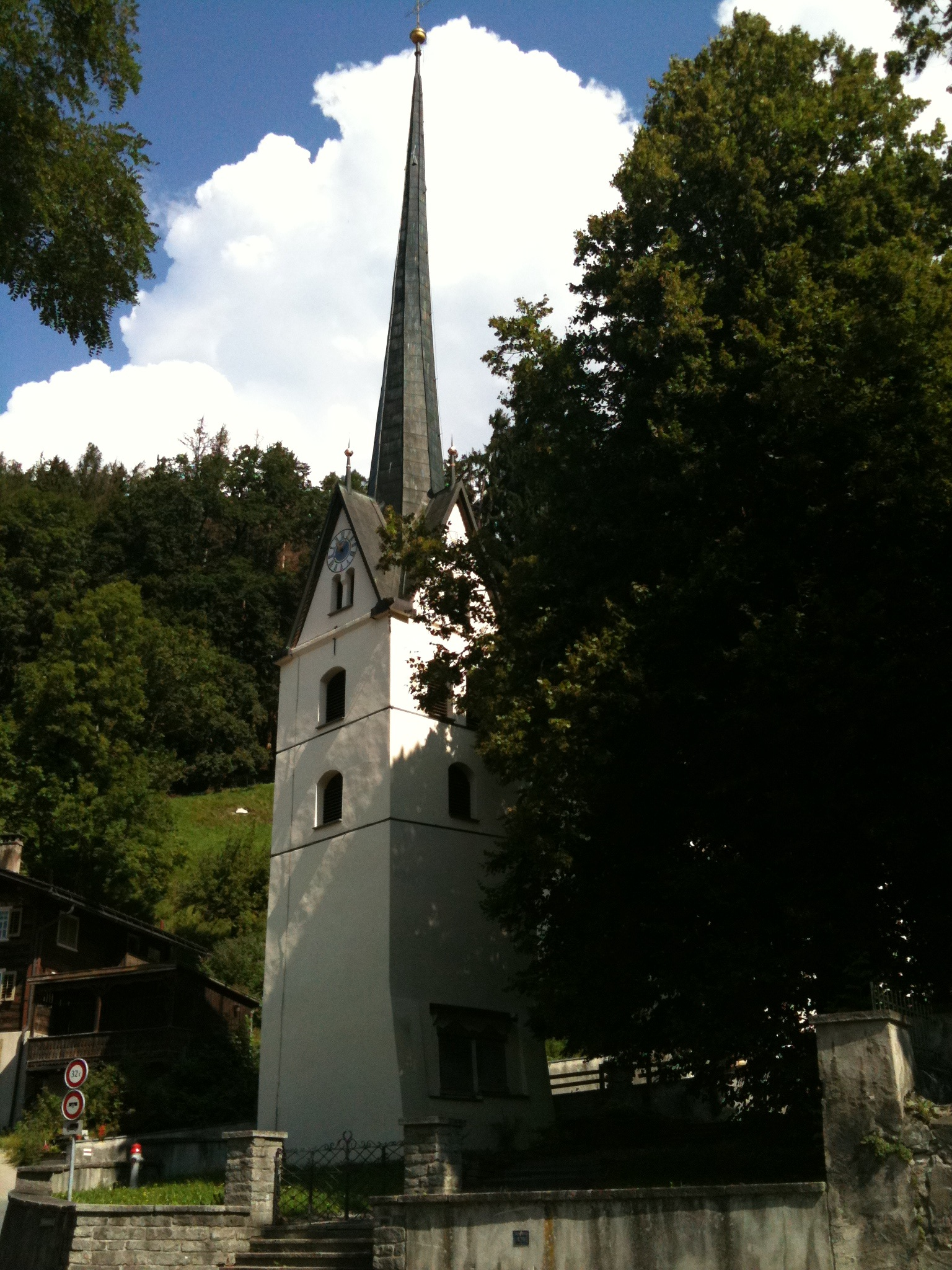
Der freistehende Kirchturm

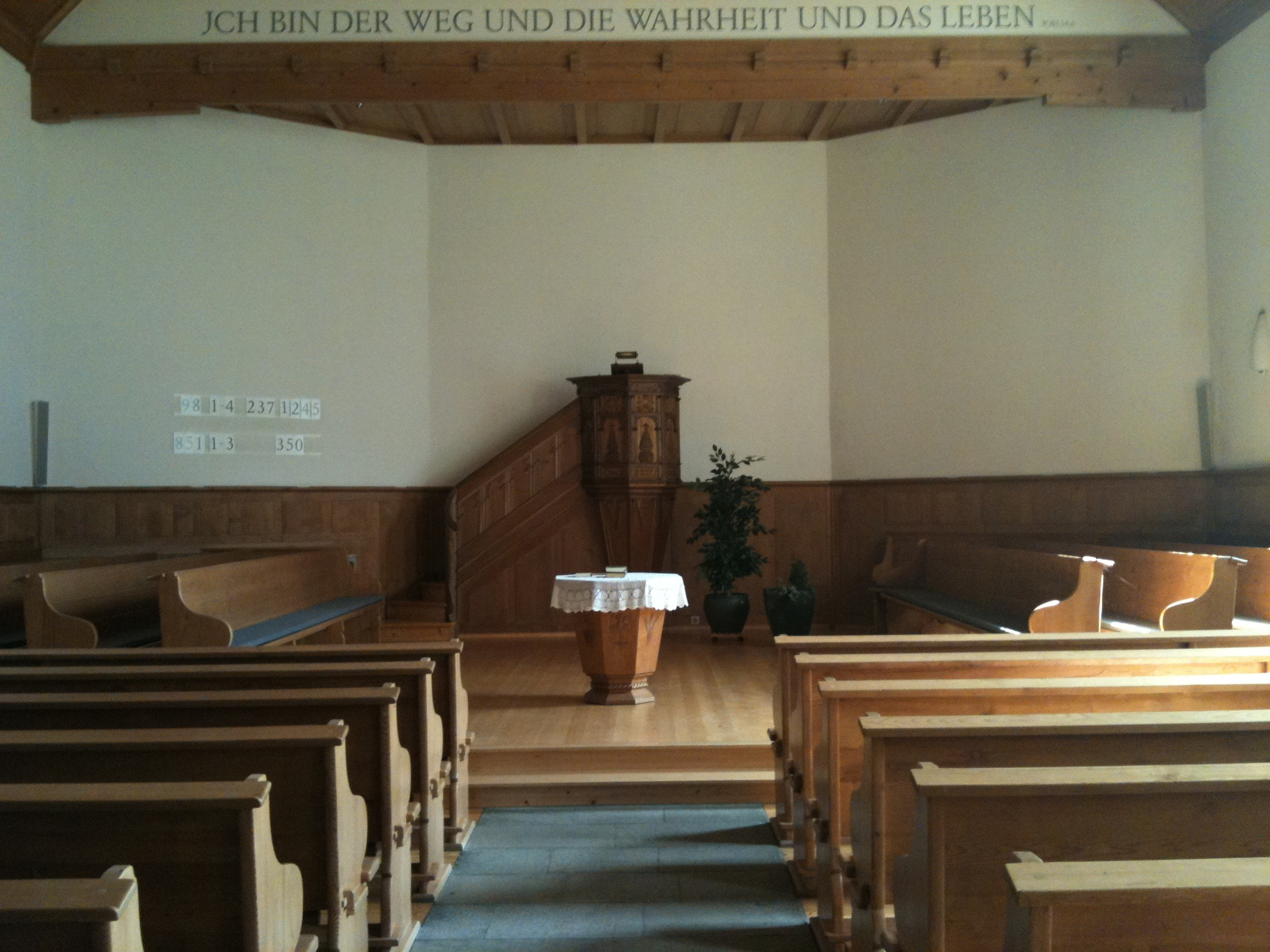
Innenansicht

Die reformierte Kirche in Grüsch im Prättigau ist evangelisch-reformiertes Gotteshaus unter dem Denkmalschutz des Kantons Graubünden.

## Geschichte und Ausstattung
Das heutige Kirchengebäude wurde 1720 errichtet auf dem Grund zweier Vorgängerkirchen, die gleichfalls unter dem Patrozinium von St. Antonius standen und bis zur Reformation Filialkirchen von Schiers waren, bevor sie eigenständig wurden und Bestattungsrechte übertragen bekamen.
Auffällig ist, dass der Turm im Abstand von 10 Metern vom Kirchenschiff getrennt steht. Der 1880 neu angelegte Friedhof, der den alten zu klein gewordenen Gottesacker ersetzte, liegt 125 Meter von der Kirche entfernt beim Pfrundhausgarten.
Die Versetzung von neuerer Kirche und älterem Turm erklärt sich aus früheren Unwettern und damit einhergegangenen Zerstörungen.
Im Mittelpunkt des Kircheninnern steht ein Tauftisch, der nach reformiertem Bündner Brauch zugleich als Ort der Abendmahlsfeier fungiert.
Als die Habsburger 1622 den Prättigauer Aufstand niederschlugen, raubten sie die Glocken. In der Folge blieb in Grüsch das Glockengeläut jahrelang aus. Eine kleine Glocke mit Jahreszahl 1643 – und damit nach Ende der Bündner Wirren gegossen – ist noch heute (Stand: 2013) als Schulhausglocke in Betrieb.
Die Metzler-Orgel auf der Empore ist zweimanualig und verfügt über 14 Register. Sie wurde 1952 eingebaut.

## Kirchliche Organisation
Valzeina bildete bis in die späten 2010er-Jahre eine eigene Kirchgemeinde und gehört heute zur Kirchgemeinde Grüsch-Fanas-Valzeina innerhalb der Evangelisch-reformierten Landeskirche Graubünden.

## Galerie

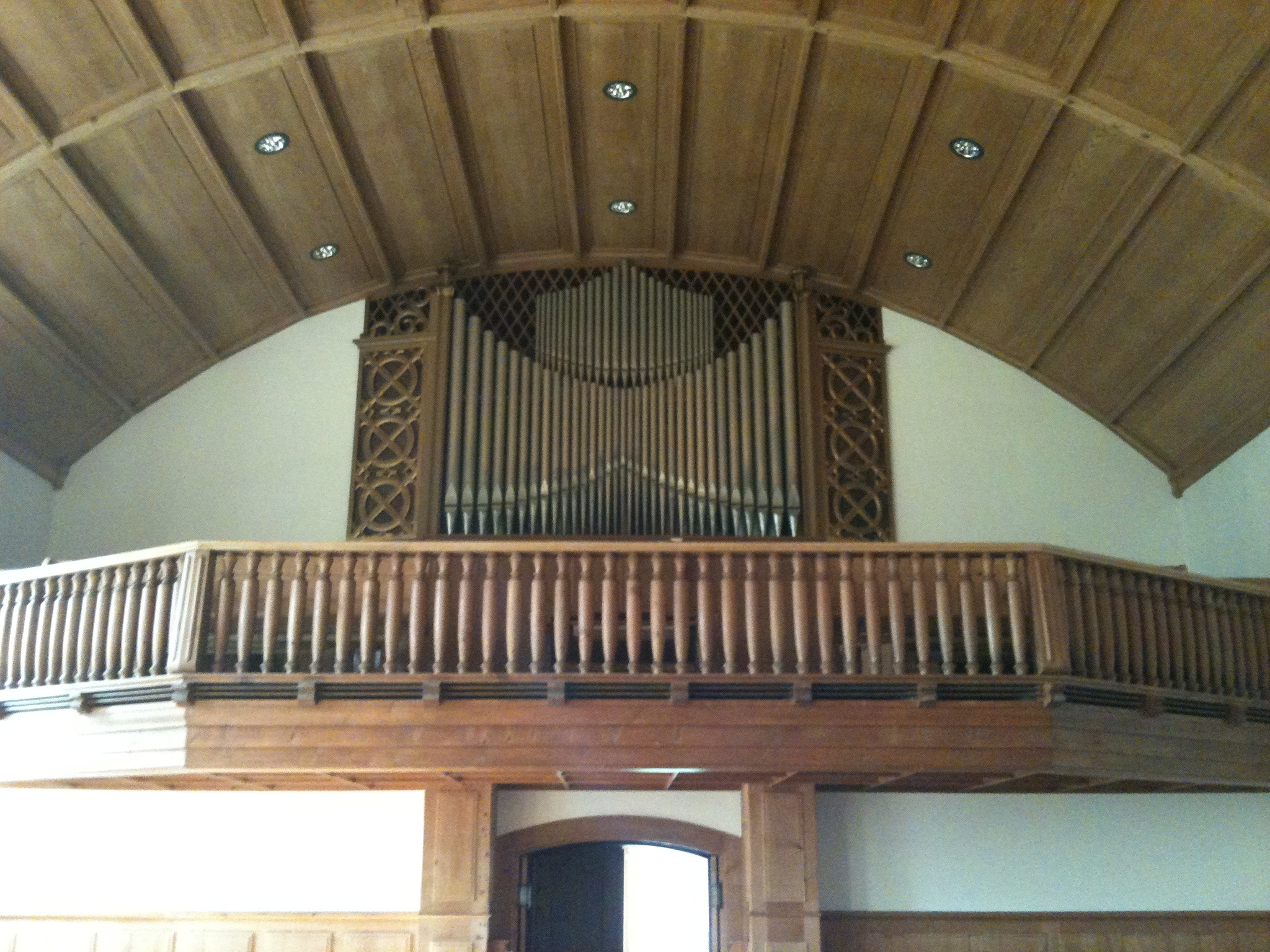
Empore mit Orgel
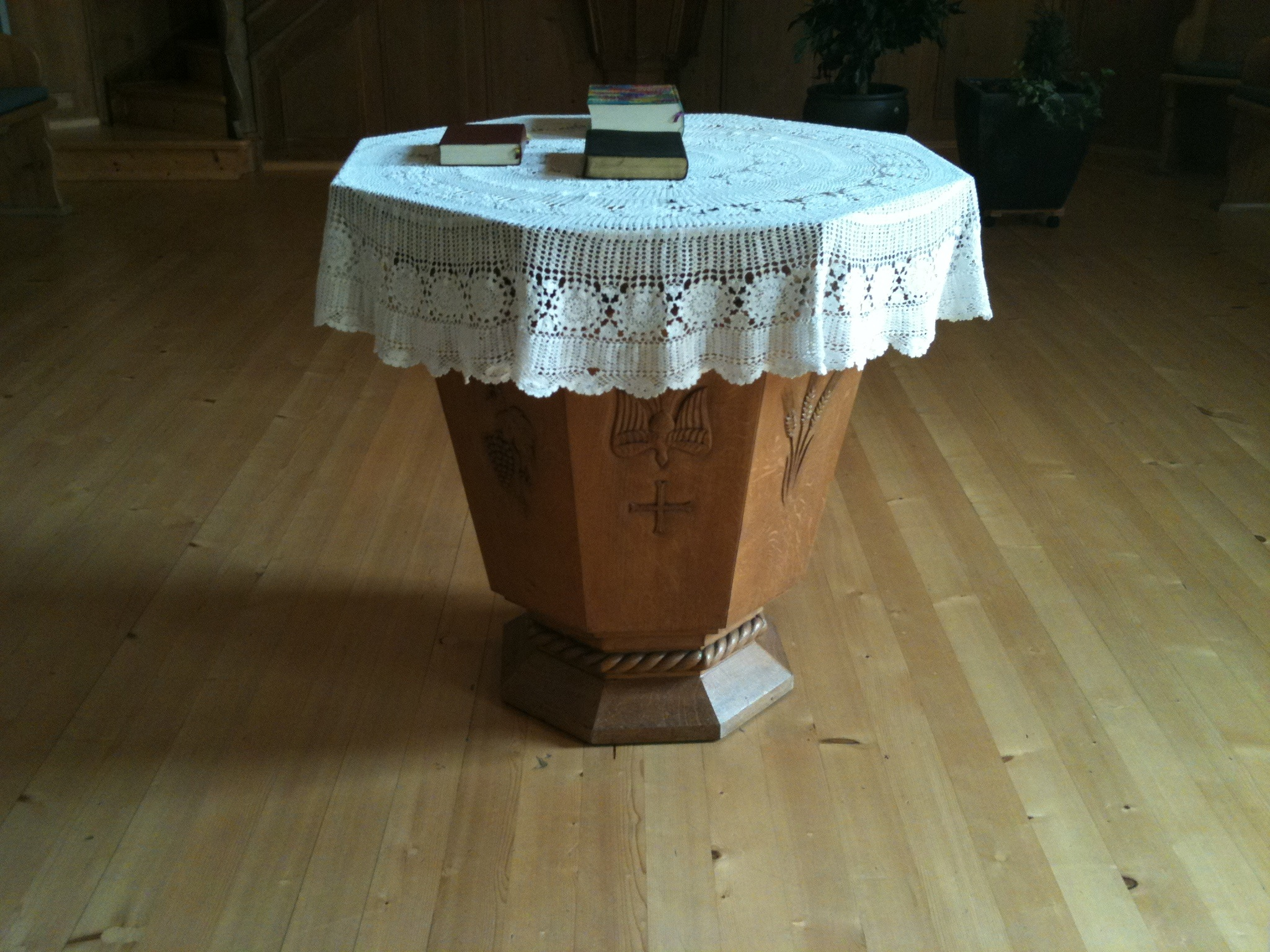
Tauftisch
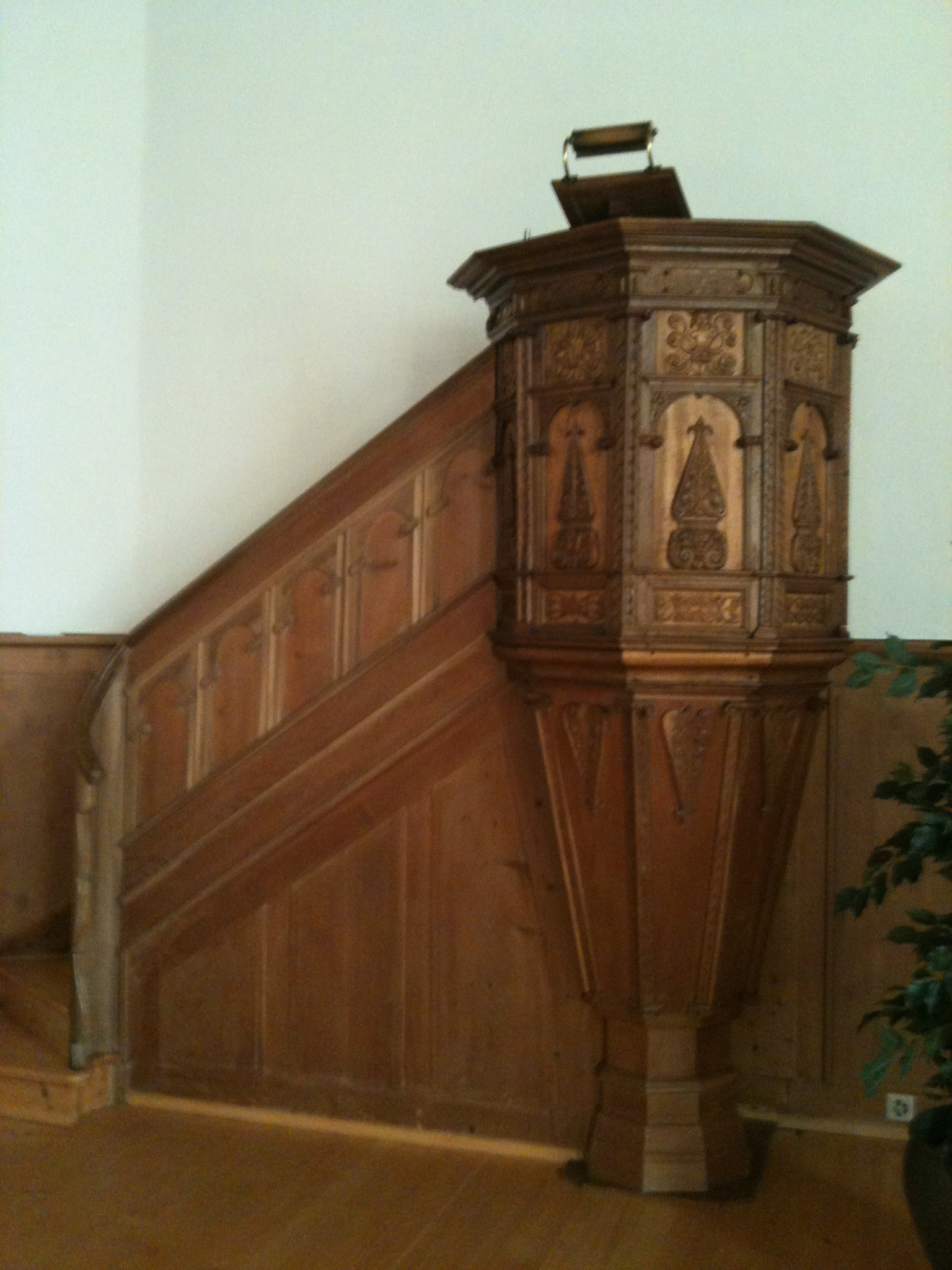
Kanzel
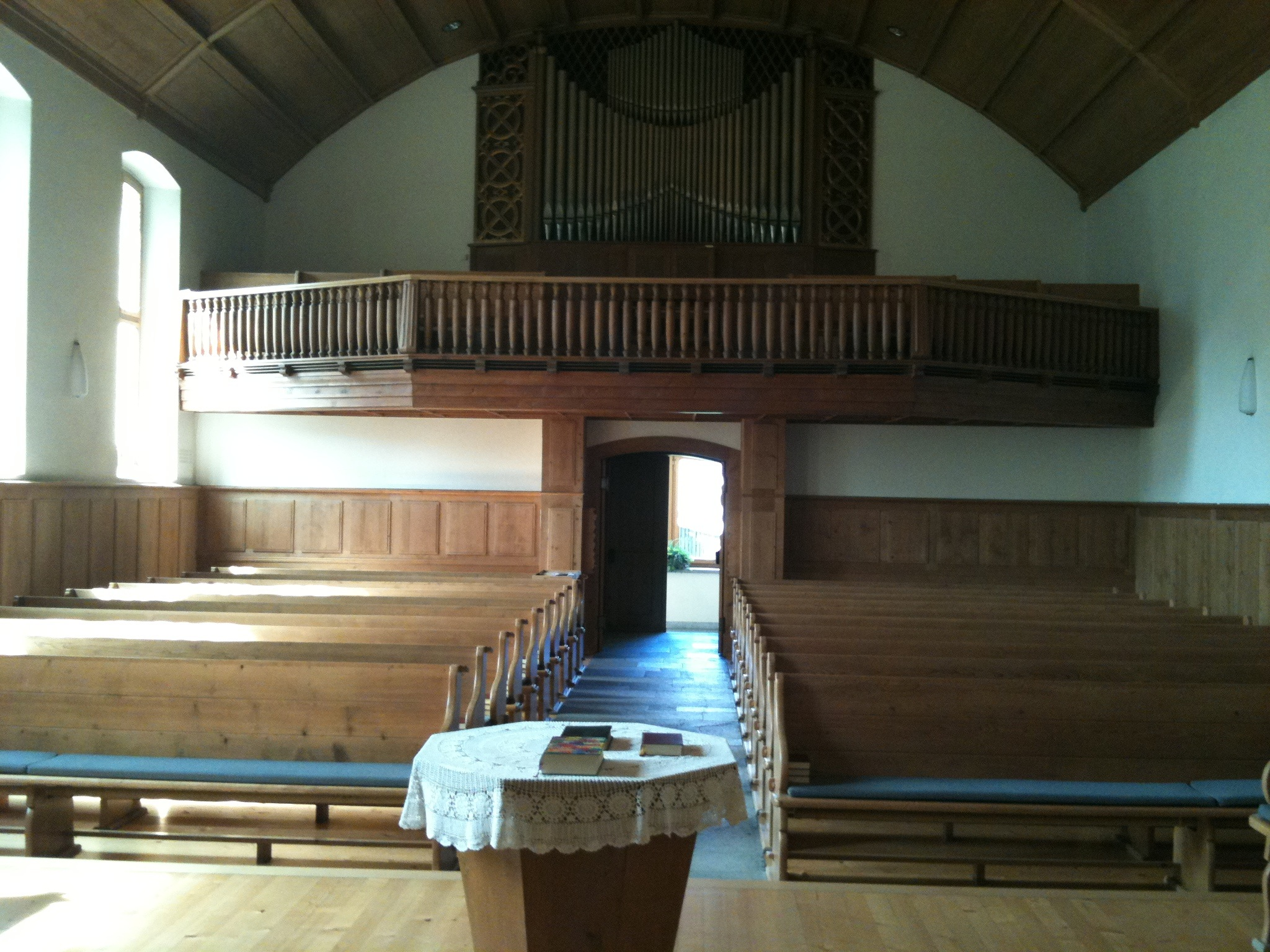
Blick aus dem Chor in das Schiff
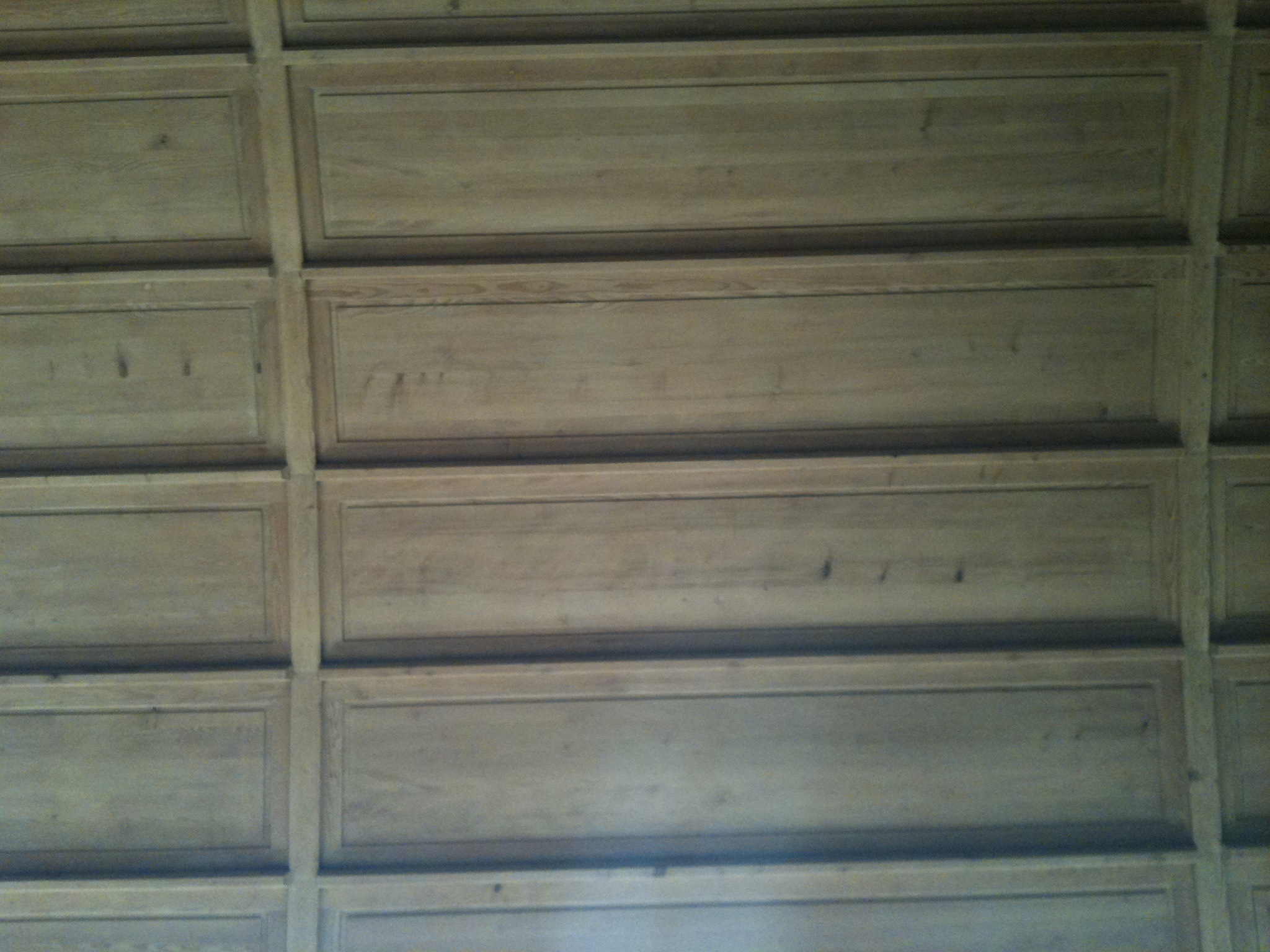
Decke
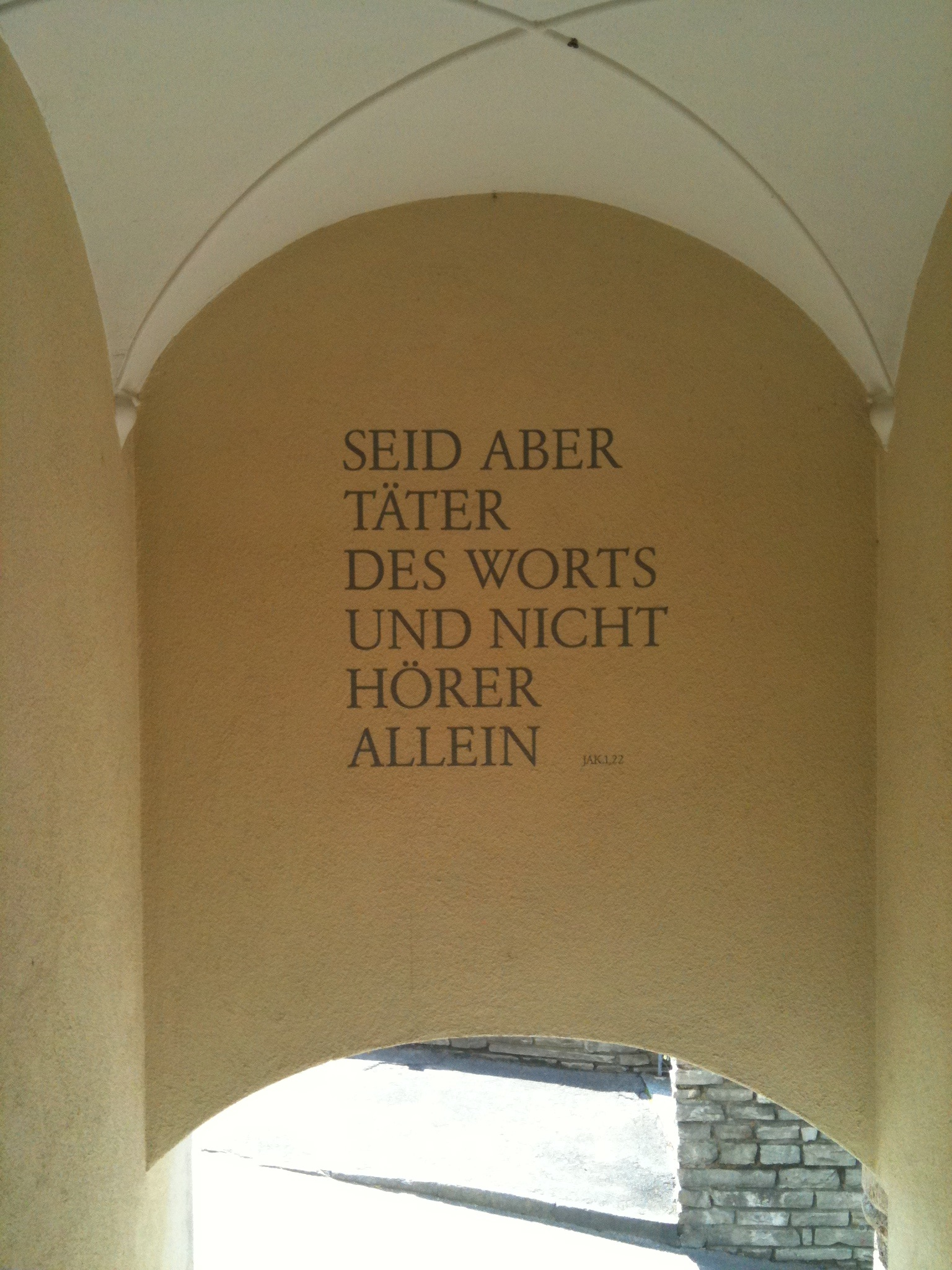
Biblische Losung über der Treppe im Eingangsbereich
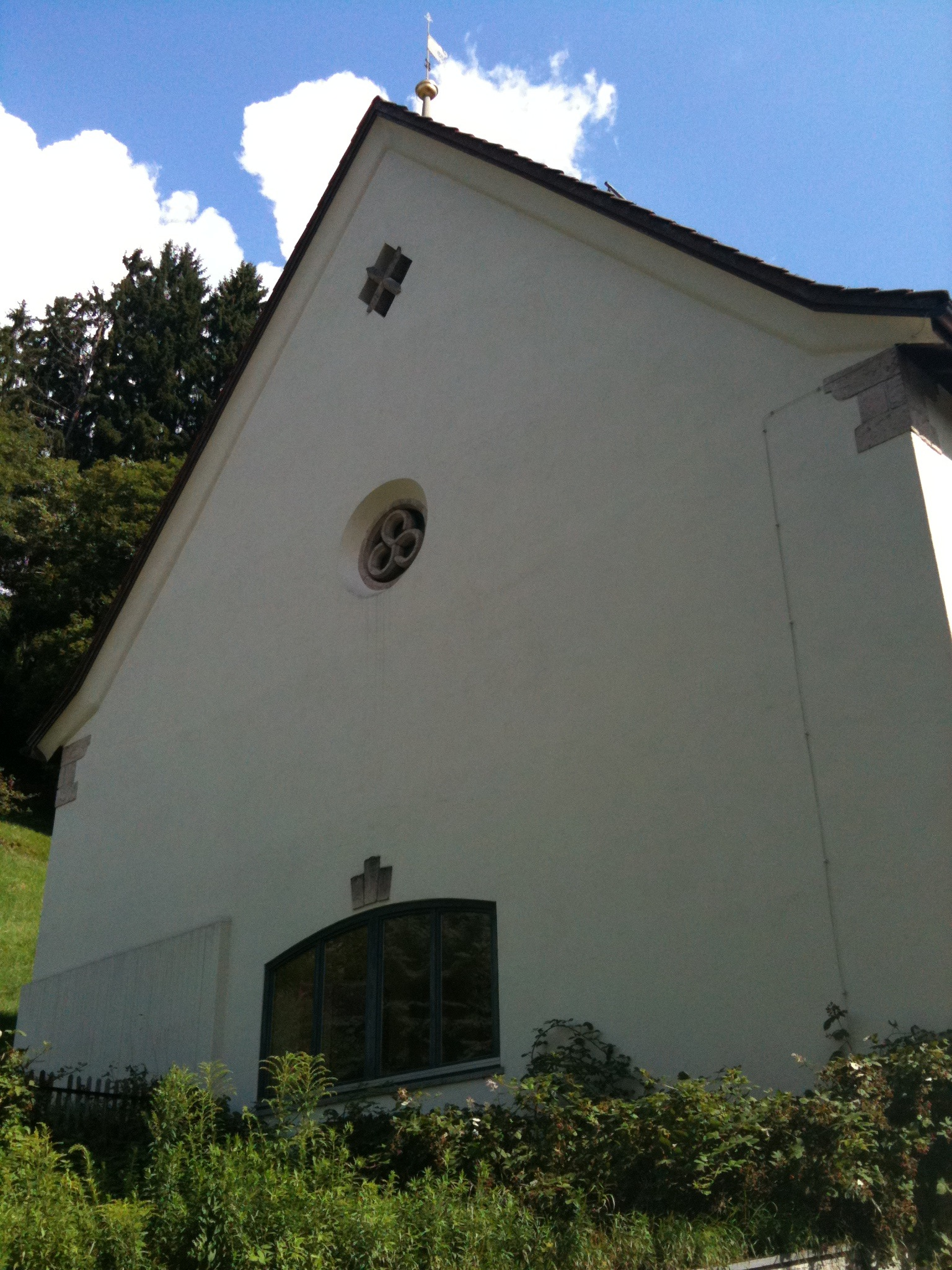
Portalseite des Kirchenschiffs
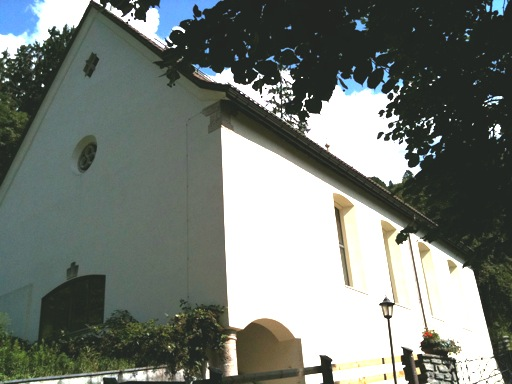
Kirchenschiff